# Black Orchid
«Black Orchid» — песня американской рок-группы Blue October из дебютного альбома The Answers.

## История
Песня написана Джастином Фёрстенфелдом в 1994 году для группы The Last Wish, в которой он тогда выступал. Она была написана во время выпускного вечера.
Вот что он рассказал о песне «Black Orchid» в концертном альбоме Argue with a Tree...:
Однажды я пришел к своей маме со своего рода исповедью, которую я вложил в песню. Думаю, многие из вас делают что-то подобное в своих дневниках, создавая записи или стихи, в которых вы выражаете то, что люди не могут понять из ваших слов. А я делаю это в форме песни. Это наверно одно из первых признаний, и, возможно, одно из самых больших признаний, которое я когда-либо сделал, и сделал я его своей маме в 94-м
Песня «Black Orchid» должна была выйти в третьем альбоме группы The Last Wish и даже была включена в сингл The Last Wish, вышедший в 1995 году. Однако в процессе работы над альбомом Джастин Фёрстенфелд покинул группу, забрав с собой четыре написанные им песни, которые многое для него значили. Одной из них и стала песня «Black Orchid». Как он позже признался, именно из-за этой песни он решил основать новую группу.
Песня вышла в дебютный альбом новой группы Джастина Фёрстенфелда - Blue October, названный The Answers. «Black Orchid» стала завершаюим треком на пластинке.
«Black Orchid» представляет собой шестиминутное признание маленького мальчика в своих страхах. Завершается песня 50-ти секундным соло на фортепиано.
В 2004 году песня «Black Orchid» была издана на концертном альбоме Argue with a Tree....

## Участники записи
- Джастин Фёрстенфелд — стихи, вокал, гитара, фортепиано, барабаны
- Райан Делахуси — скрипка, мандолина
- Джереми Фёрстенфелд  — барабаны, перкуссия
- Лиз Маллалай — бас-гитара, фортепиано